# Arcina fulgorigera
Arcina fulgorigera là một loài bướm đêm trong họ Geometridae.